# Скандал (фильм, 1950)
«Скандал» (яп. 醜聞 сукяндару) — японский художественный фильм Акиры Куросавы, вышедший в 1950 году. Главные роли исполняют Тосиро Мифунэ и Такаси Симура.

## Сюжет
Действие происходит в Японии в 1949 году. Художник Итиро Аоэ отдыхает в горах и случайно встречается с популярной певицей Мияко Сайдзё, которая остановилась в том же отеле. Молодые люди знакомятся и обмениваются парой слов. Когда Итиро возвращается в город, то видит, что кругом расклеены их с Мияко фотографии, а в журнале «Амур» опубликована статья с подробным описанием предполагаемого романа. Итиро не желает спускать газетчикам клевету и хочет подать в суд на «Амур». Идет подготовка к судебному процессу, когда к Итиро приходит бедный адвокат Хирута и предлагает свои юридические услуги. Итиро жалеет Хируту, чья дочь Масако умирает от туберкулеза и уже несколько лет прикована к постели, и нанимает на работу. Однако Хируту подкупает главный редактор «Амура» — чтобы выиграть процесс. По ходу дела мы можем наблюдать как Хирута мечется между желанием легкой наживы и помощи Итиро (не без вмешательства в это сочувствия Итиро по отношению к дочери адвоката, а также чувства собственного достоинства Хируты). Во время судебного процесса Хирута игнорирует все возможности выиграть дело, но после смерти Масако и её предсмертного желания победы невиновному художнику, адвокат главного героя даёт показания и физическое доказательство попытки подкупа, что позволяет справедливости восторжествовать.

## В ролях
- Тосиро Мифунэ — Итиро Аоэ (яп. 青江一郎)
- Такаси Симура — Отокити Хирута (яп. 蛭田乙吉)
- Ёсико Ямагути — Мияко Сайдзё (яп. 西条美也子)
- Ёко Кацураги — Масако Хирута (яп. 蛭田正子)
- Эйтаро Одзава — президент Хори (яп. 堀社長)
- Таниэ Китабаяси — Ясу Хирута (яп. 蛭田やす)
- Норико Сэнгоку — Сумиэ (яп. すみえ)
- Синъити Химори — редактор Асаи
- Масао Симидзу — судья (яп. 裁判長)
- Сугисаку Аояма — Катаока (яп. 片岡博士)